# Miu (literă)

Litera grecească Miu, majusculă și minusculă

Litera μ („miu mic”, corespondentul literei „m” în limba română) este o literă din alfabetul grec. Este folosită ca simbol pentru prefixul micro din Sistemul internațional de unități, reprezintând o milionime dintr-o unitate. În fizică, cu μ se notează coeficientul de frecare la alunecare.